# Tolfta kyrka
Tolfta kyrka är en kyrkobyggnad som hör till Tolfta församling i Uppsala stift. Kyrkan ligger på en kulle i kyrkbyn Tolfta omkring fem kilometer norr om Tierp.

## Kyrkobyggnaden
Tolfta kyrka är en medeltida salkyrka bestående av ett rektangulärt långhus med en vidbyggd sakristia i nordost och ett vidbyggt vapenhus i sydväst. Kyrkan är byggd av gråsten med tegel i gavelrösten och omfattningar. Gavelröstena saknar blinderingar. I koret finns ett ursprungligt spetsbågigt fönster som har kvar sin medeltida omfattning. Väggarna är vitputsade och genombryts av rundbågiga fönster. Långhuset och vapenhuset täcks av varsitt plåtklätt mansardtak medan sakristian täcks av ett plåtklätt pulpettak.

### Tillkomst och ombyggnader
Långhuset jämte sakristian uppfördes troligen i början av 1300-talet. Vapenhuset tillkom troligen vid slutet av 1400-talet. Under samma period försågs kyrkorummet med tegelvalv som sannolikt ersatte ett tunnvalv av trä. Uppe på kyrkvinden kan man se på gavlarnas insidor att fogarna mellan stenarna är putsade. Innan nuvarande tegelvalv tillkom måste stenarna ha varit synliga, vilket antyder att ett högre tunnvalv har funnits. Ett dokument från år 1455 omnämner ett besök av ärkebiskop Jöns Bengtsson Oxenstierna, som då invigde en bild av Sankt Sigfrid. Omkring år 1500 försågs kyrkorummet med målningar av en okänd mästare. Från kedje- och fågelmotiv kan man dra slutsatsen att konstnären tillhörde Tierpsskolan. Målningarna tillkom när Jakob Ulfsson var ärkebiskop. Ovanför korfönstret syns hans vapen örnfoten som är buret av en ängel.

### Senare ombyggnader
Kyrkan finns avbildad på teckningar från 1600-talet och 1700-talet. Teckningarna visar att mitt på långhusets tak fanns en takryttare bestående av en hög spira. En teckning utfördes 1683 för Johan Hadorphs räkning och en annan teckning utfördes 1748 av Olof Grau.
Ytterväggarna rappades och vitlimmades 1736-1737 och var möjligen rappade sedan tidigare. Ursprungligen saknade ytterväggarna puts och hade synliga gråstenar. Kyrkan eldhärjades 1802 då hela yttertaket med takryttare brann upp. Takvalven visade sig vara oskadade. Vid återuppbyggnaden tillkom nuvarande brutna yttertak. Takryttarens flöjel med kyrktupp flyttades till vapenhusets gavelnock där den ännu sitter kvar. Väggarnas målningar överströks 1802 men togs fram på 1880-talet. Dessa visade sig vara i så dåligt skick att de återigen överkalkades. 1887 utförde konstnären B Hedlund nya väggmålningar med de gamla som förlaga. Valvmålningarna överkalkades aldrig. Vid en restaurering 1870 ersattes tidigare sluten bänkinredning mot öppna bänkar med ekådring. 1947 genomfördes en större restaurering då bland annat kalkmålningarna rengjordes och kyrkorummet fick sin nuvarande karaktär. Sluten bänkinredning återinfördes, elektrisk belysning och elektrisk uppvärmning installerades. En altaruppsats som funnits i Västlands kyrka avlägsnades och flyttades till Historiska museet. I triumfbågen hängdes ett medeltida triumfkrucifix upp. Vid en restaurering 1973 byggdes sakristians källarvåning. Taket lades om och väggarna försågs med ny puts. 1986 lades korgolvet om på grund av sättningsskador. 2010 ersattes det elektriska uppvärmningssystemet med bergvärme.

## Inventarier
- Nuvarande predikstol i barockstil tillverkades 1708 av Mäster Joachim Lutkensvager som var lärjunge till Burchard Precht d.ä. På dess korg finns figurer som föreställer de fyra evangelisterna. Baldakinen har en bild på Guds lamm. Predikstolens marmorering i gråvitt med förgyllningar togs fram 1947.
- I triumfbågen hänger ett medeltida triumfkrucifix som troligen är ett svenskt arbete från mitten av 1400-talet. Korset tillkom vid restaureringen 1947 då Kristusfiguren kompletterades med en ny arm. I kyrkan finns även ett medeltida processionskrucifix.
- Altaruppsatsen är utförd 1947 av konstnären Ryno Frieberg och består av en tredelad tavla som påminner om ett medeltida altarskåp. Mittavlans motiv är måltiden i Emmaus (Lukas 24:13-35). Sidotavlornas motiv är Jesus som tolvåring i Jerusalems tempel (Lukas 2:41-50), samt Jesu möte med äktenskapsbryterskan (Johannes 8:3-11). Tidigare altarprydnad köptes in från Västlands kyrka och sattes upp 1830. Numera finns den på Historiska museet.
- Dopfunten av sandsten är från 1200-talet och kompletterades vid restaureringen 1956 då en silverskål tillkom.
- Ett välbevarat rökelsekar härstammar från 1200-talet.
- En ljuskrona av järn är från medeltiden.
- En kollekthåv av grön sammet är från 1600-talet. En svart mässhake är från 1700-talet. Ett kalkkläde av vitt siden är från 1700-talet. En röd mässhake och ett rött antependium är från omkring år 1900. Ett antependium av grönt linne är från 1951.

### Orgel
- Omkring 1730 skänkte brukspatron Hans Olofsson Ström ett positiv till kyrkan.[1]
- Omkring 1773 hade kyrkan ett positiv på 6 stämmor.[2]

| Manual          |
| Gedackt 8'      |
| Principal 4'    |
| Blockflöjt 4'   |
| Gemshorn 2'     |
| Nasat 1 1/2     |
| Sesquialtera II |

- 1798 kontrakterades Per Niclas Forsberg, Stockholm med en ny orgel. Han avled samma år. Den färdigställdes 1802 av Fredrik Rudberg och N Herlin.
- 1871 bygger P L Åkerman & Lunds Orgelfabrik, Stockholm en ny orgel.
- Den nuvarande orgeln byggdes 1926 av H Nordfors & Co, Lidköping och är en pneumatisk orgel med rooseveltlådor. Den har ett tonomfång på 56/30 och två fria kombinationer. Orgeln renoverades av samma firma 1946.

| Huvudverk I   | Svällverk II      | Pedal      | Koppel   |
| Gedackt 8´    | Rörflöjt 8´       | Subbas 16´ | I/P      |
| Prinzipal 4´  | Nachthorn 4´      | Pommer 4´  | II/P     |
| Täckfllöjt 4' | Prinzipal 2'      |            | II/I     |
| Quinte 3'     | Nasat 1 1/3'      |            | I 4'     |
| Blockflöjt 2' | Dulzian 8'        |            | II 16'/I |
| Mixtur        | Tremulant         |            |          |
|               | Crescendosvällare |            |          |

## Omgivning
På en höjd nordost om kyrkan står en klockstapel vars ålder är okänd. Troligen är det samma stapel som finns avritad på Olof Graus teckning från 1748. Storklockan göts om 1727 då även lillklockan tillkom. Mellanklockan är försedd med årtalet 1739. Alla klockorna är gjutna av Gerhard Meyer d.y. i Stockholm.
På Olof Graus teckning syns den gamla bogårdsmuren med två stigluckor. Östra stigluckan var av slagg medan den västra var av murtegel. På 1880-talet revs bogårdsmuren med stigluckorna. Några hundra meter norr om kyrkan ligger en prästgård uppförd 1869 som komministerbostad.

## Bildgalleri

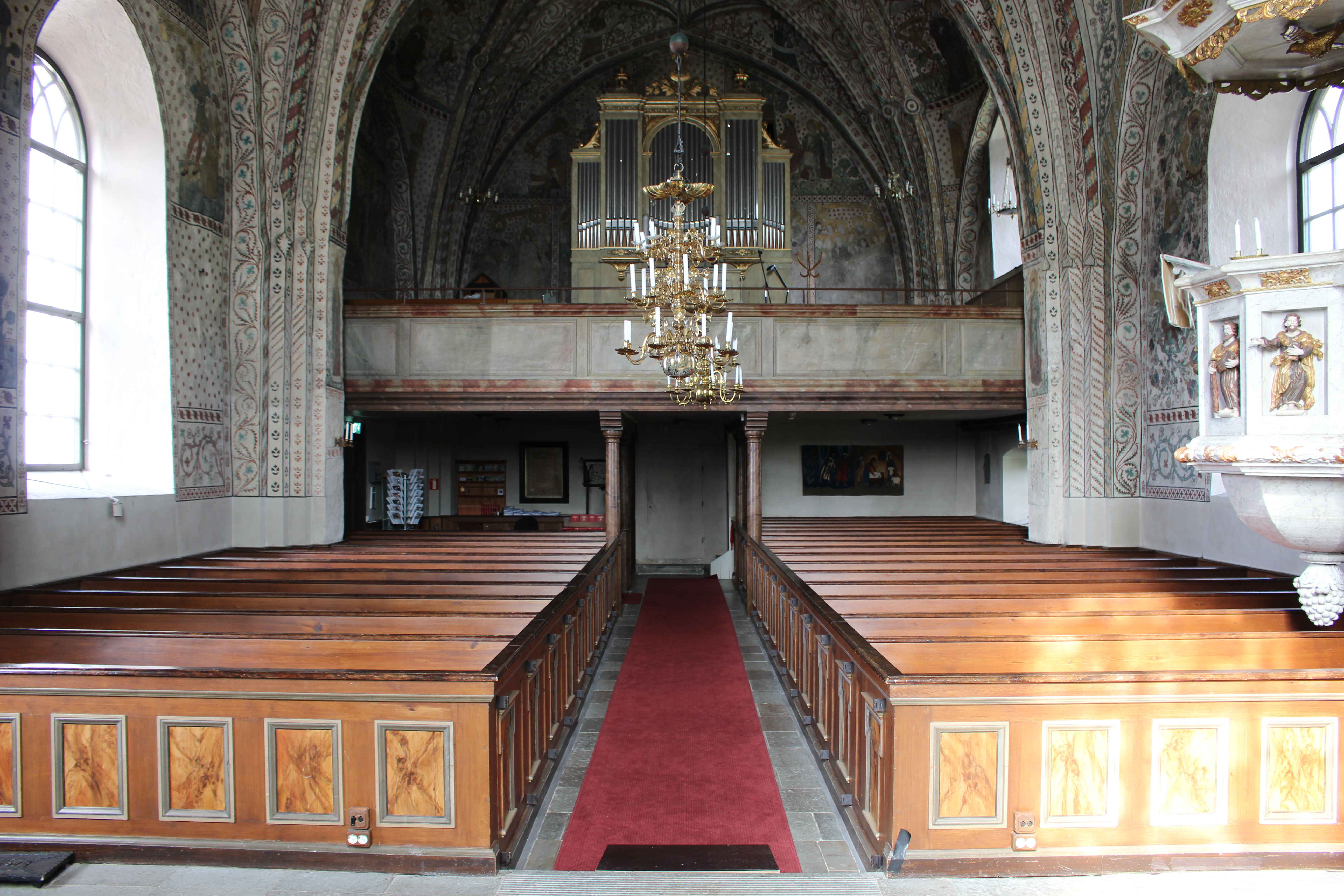
Kyrkorum mot väster
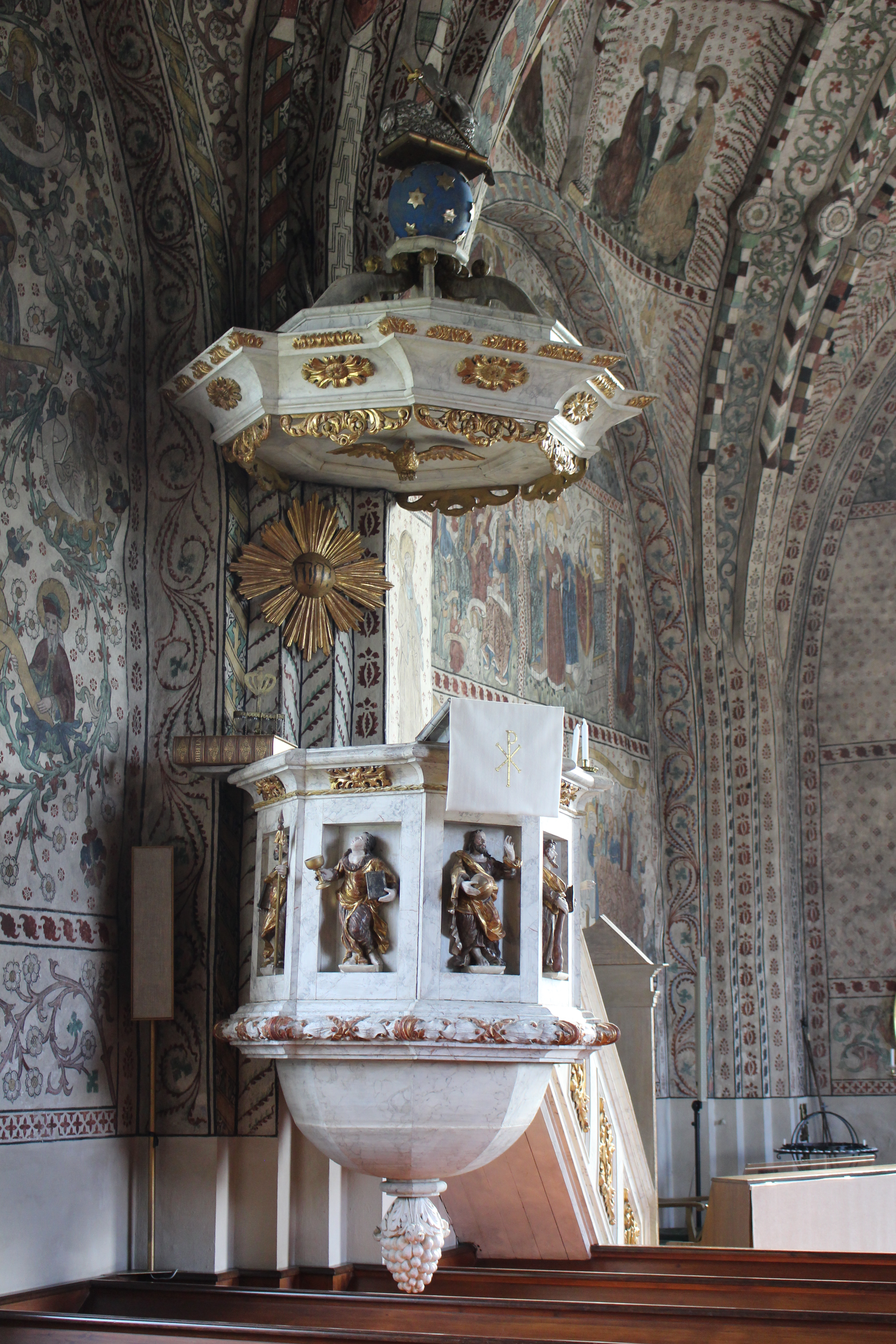
Predikstol
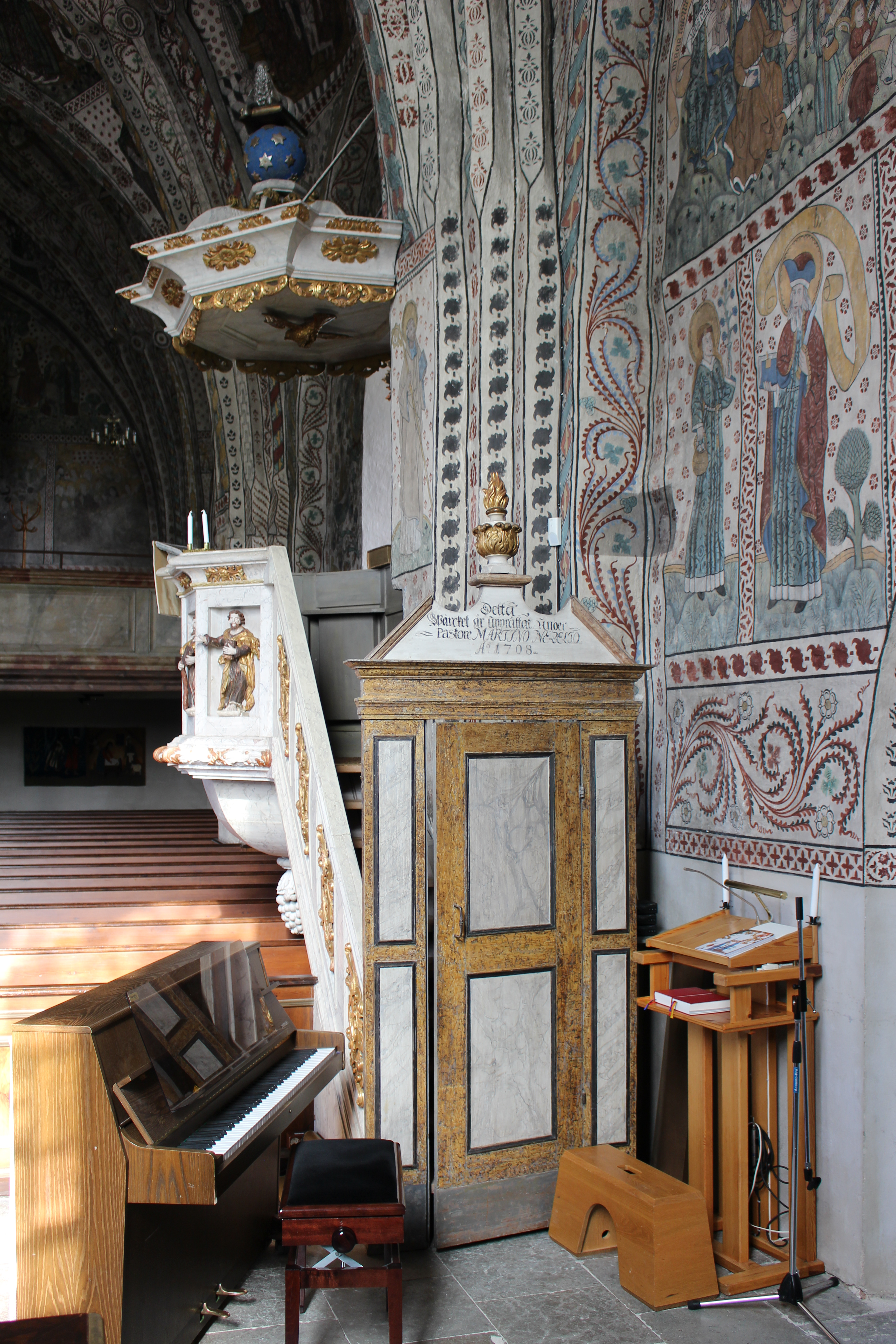
Predikstolens dörr
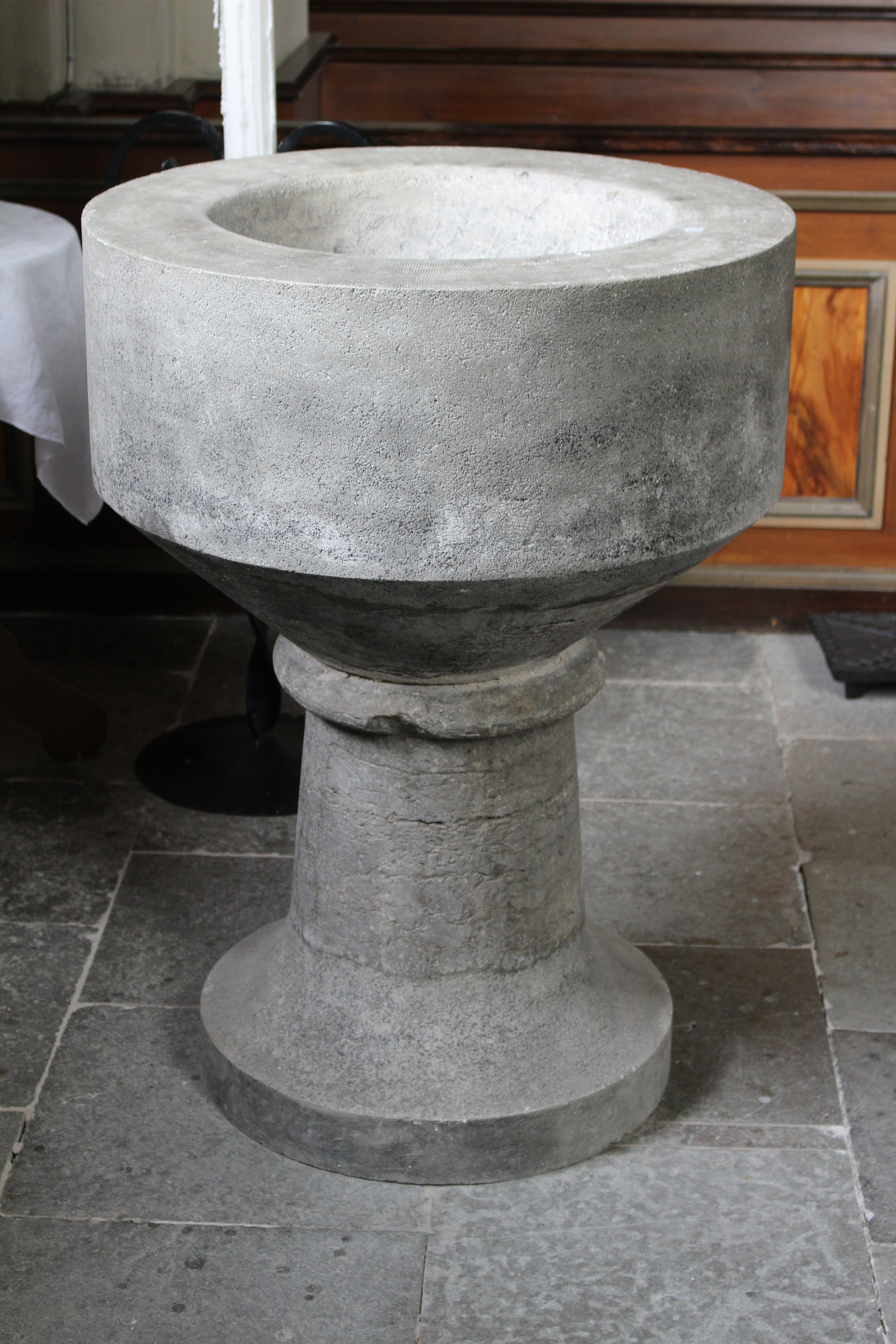
Dopfunt
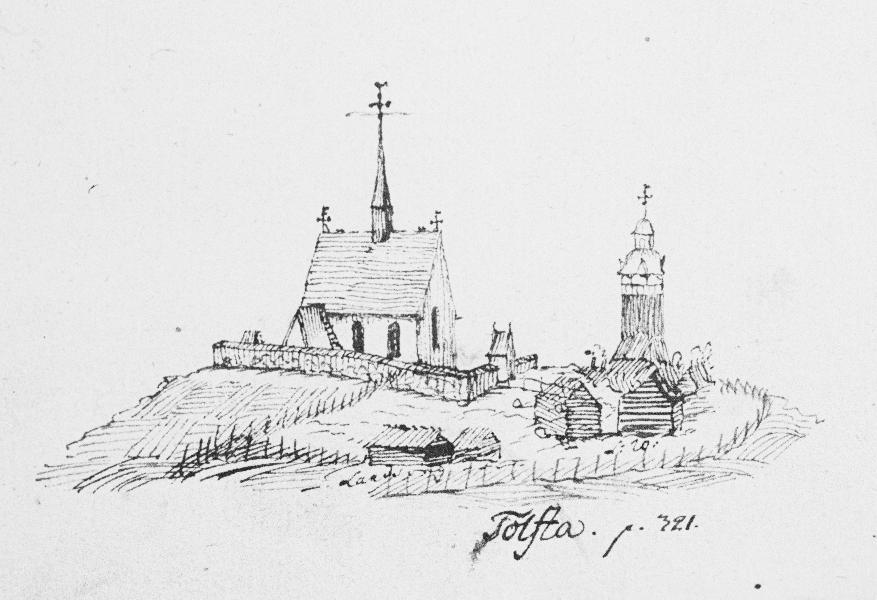
Teckning av Olof Grau
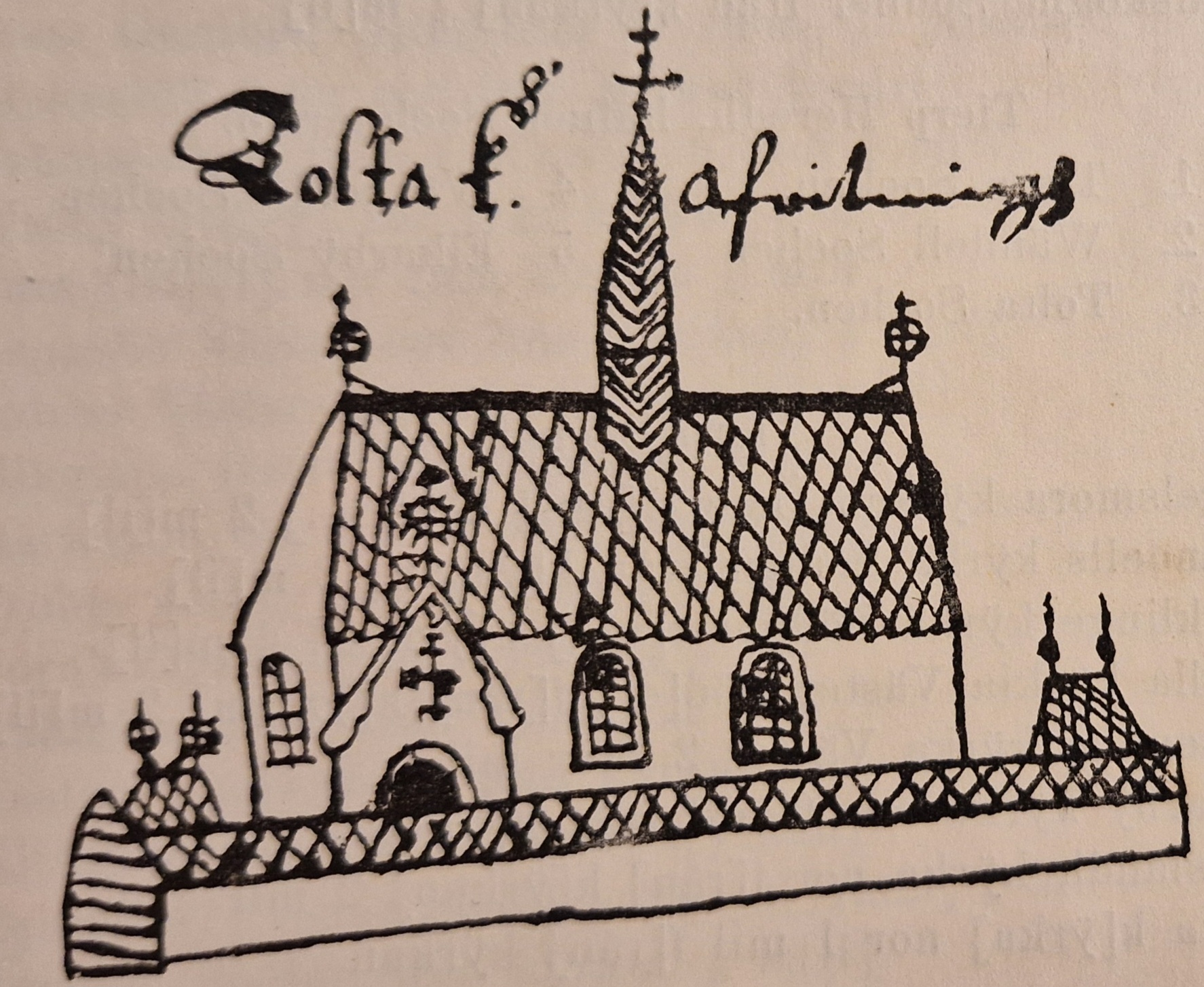
Teckning av Johannes Haquini Rhezelius, 1635-1638

### Webbkällor
- Upplandia.se - En site om Uppland
- ”Tolfta kyrka”. Svenska kyrkan. Arkiverad från originalet den 19 april 2013. https://archive.is/20130419011438/http://www.svenskakyrkan.se/default.aspx?id=878004. Läst 17 maj 2012.
- Tolfta kyrka, Antikvarisk kontrollrapport 2011:03, Upplandsmuseet
- Planritning och kortfattade beskrivningar av målningarna i Tolfta kyrka